# منصور بورحيدري
منصور بور حيدري (بالفارسية: منصور پورحیدری) (مواليد 26 يناير 1946 في طهران - 4 نوفمبر 2016)، هو لاعب ومدرب كرة قدم إيراني كان يلعب كمدافع. بدأ مسيرته كلاعب بنادي داراييه الإيراني قبل التحاقه بنادي تاج (نادي استقلال إيران حالياً) سنة 1965، ولعب له لمدة 10 سنوات، قبل عودته إلى نادي داراييه في آخر سنتين من مسيرته الرياضية.